# La cuna y la sepultura
La cuna y la sepultura (livremente traduzido para o português: O berço e a sepultura) é uma obra dividida em duas partes, de caráter filosófico e moralista, do escritor e poeta espanhol Francisco de Quevedo (um dos maiores expoentes do Século de Ouro Espanhol), publicada em 1634. A primera parte chama-se La cuna y la sepultura, e a segunda Muerte y entierro o La doctrina de morir (Morte e enterro ou A doutrina de morrer), mais curta que a anterior. É baseada numa obra anterior, chamada Doctrina moral.